# Wydział Prawa Uniwersytetu Masaryka
Wydział Prawa Uniwersytetu Masaryka (cz. Právnická fakulta Masarykovy univerzity) – wydział prawa czeskiego Uniwersytetu Masaryka z siedzibą w Brnie.
Wydział powstał w 1919.

## Dziekani
- František Weyr – 1919–1920, 1927–1928, 1935–1936
- Jaroslav Kallab – 1920–1921, 1929–1930, 1937–1938
- Karel Engliš – 1921–1922, 1925–1926
- Josef Vacek – 1922–1923
- Bohumil Baxa – 1923–1924, 1933–1934
- Dobroslav Krejčí – 1924–1925, 1931–1932
- Jaromír Sedláček – 1926–1927, 1934–1935
- Jan Loevenstein – 1928–1929,
- Rudolf Dominik – 1930–1931, 1939–1940,
- Jan Vážný – 1932–1933,
- František Čáda – 1936–1937,
- František Rouček – 1938–1939,
- Vladimír Vybral – 1946–1947,
- Vladimír Kubeš – 1947–1948,
- Jaroslav Pošvář – 1948–1949,
- Jaromír Blažke – 1949–1950,
- Vladimír Klokočka – 1969–1970,
- Bohumil Kučera – 1970–1973,
- Josef Macur – 1973–1984,
- Eduard Vlček – 1984–1990,
- Jiří Kroupa – 1990–1994,
- Zdeňka Gregorová – 1994–1995,
- Josef Bejček – 1995–2001,
- Jan Svatoň – 2001–2007,
- Naděžda Rozehnalová – 2007–2015.
- Markéta Selucká (od 2015)[1]

## Niektórzy absolwenci
- Vojtěch Filip – od 2005 przewodn. Komunistycznej Partii Czech i Moraw
- Bohuslav Sobotka – 2003–2004 i 2005–2006 wicepremier Czech